# Прилеп (Дечани)
Прилеп (алб. Prilep) је насељено место у општини Дечани, на Косову и Метохији. Према попису становништва из 2011. у насељу је живело 2.165 становника.

## Становништво
Према попису из 2011. године, Прилеп има следећи етнички састав становништва:
| Националност | 2011.          |
| Албанци      | 2.157 (99,63%) |
| Египћани     | 6 (0,28%)      |
| недоступно   | 2 (0,09%)      |
| Укупно       | 2.165          |

| Демографија | Демографија | Демографија |
| Година      | Становника  | Становника  |
| ----------- | ----------- | ----------- |
| 1948.       | 755         |             |
| 1953.       | 840         |             |
| 1961.       | 981         |             |
| 1971.       | 1.261       |             |
| 1981.       | 1.473       |             |
| 1991.       | 1.670       |             |
| 2011.       | 2.165       |             |